# Český voláč sivý
Český voláč sivý je vzácné plemeno holuba domácího, patřící mezi střední voláče. Tvarem těla i velikostí se podobá českému stavákovi, od něj se odlišuje především zbarvením: chová se v sivé barvě. Toto zbarvení, též označované jako zbarvení ledové, vzniká působením alely Ic a patří do řady základní černé pigmentace. Opeření na těle je téměř bílé, ledově šedé s olověným nádechem a stříbrným leskem, pruhy na křídlech či kaprování jsou černé. Podobné zbarvení má i holub ledňák a damascén.
Český voláč sivý je do značné míry užitkový holub, je to dobrý letec se schopností polaření, hruď by měla být široká, vole má hruškovitý tvar a v dolní části je jen mírně podvázané.
Chovaných kresebných rázů je jen několik, český voláč sivý se chová v kresbě černohroté, takoví ptáci mají černé letky, nebo bělohroté, kdy mají holubi aspoň některé ruční letky bílé. Černohrotí a běhohrotí holubi mohou být dále pruhoví, kdy jsou přes křídla protažené dva užší tmavé pruhy, nebo kapratí, s pravidelným kaprováním na štítech křídel.